# Yesterday (ep)
Yesterday is een ep van de Britse band The Beatles. Het werd op 4 maart 1966 uitgebracht door Parlophone. De ep verscheen enkel in het Verenigd Koninkrijk, Portugal, Spanje en Brazilië op de markt.
Op de ep staan vier nummers die in 1965 al op het album Help! verschenen. Alle nummers worden gezongen door een ander groepslid. Paul McCartney zong de titeltrack "Yesterday", Ringo Starr is te horen op de cover "Act Naturally", George Harrison zong het door hem geschreven "You Like Me Too Much" en John Lennon was de zanger op "It's Only Love".
De ep behaalde de eerste plaats van de Britse hitlijst voor ep's, waar het zes weken bleef staan.

## Tracks
| Nr. | Titel                                         | Duur |
| --- | --------------------------------------------- | ---- |
| 1.  | Yesterday (Lennon-McCartney)                  | 2:03 |
| 2.  | Act Naturally (Johnny Russell, Voni Morrison) | 2:33 |

| Nr. | Titel                                  | Duur |
| --- | -------------------------------------- | ---- |
| 1.  | You Like Me Too Much (George Harrison) | 2:40 |
| 2.  | It's Only Love (Lennon-McCartney)      | 1:53 |